# 古山憲太郎
古山 憲太郎（ふるやま けんたろう、1976年1月20日 - ）は、日本の俳優。劇団モダンスイマーズ所属。劇団員などからの愛称は「コメ」。

## 来歴
東京都杉並区出身。1996年3月舞台芸術学院卒業。舞台芸術学院の同期生・蓬莱竜太（作、演出）と西條義将（主宰）が劇団モダンスイマーズを1999年に設立したのに伴い、同劇団に旗揚げから参加（同じく同期生である津村知与支も2003年に参加）。劇団旗揚げ以来、主に舞台で活動していたが2003年頃からはテレビドラマにも出演するようになった。2007年3月にブログを開設し、自身を古山プロ、無名俳優F、シャイニングK（シャイニングK太郎の場合もある）などと称し、ほぼ毎日更新している。2008年に出演した『SP 警視庁警備部警護課第四係』が放送された前後期間は「無名俳優がテレビで初の大役」としてブログ上で幾度となく宣伝した。麻田総理銃撃事件に関与する謎の男（木内）としての出演で、セリフは最後に一言しかないものの軽快な身のこなしや緊迫感のある表情でストーリー上重要な役どころを演じた。なお、同作で主演を務めた岡田准一とは2003年のドラマ『演技者。』で、総監督を務めた本広克行とは2005年の映画『交渉人 真下正義』や2007年の舞台などで共に仕事をしている。2011年9月、所属する劇団モダンスイマーズ初のスタジオ公演で、処女作「どん底スナイパー」を演出。作・演出デビューを果たす。2013年9月に劇団道学先生に「シンフォニ坂の男」を書き下ろす。初めて他劇団へ作品提供をした。

## 人物
身長177cm、体重68kg。特技は殺陣などのアクション。趣味は音楽鑑賞やスポーツ観戦など。好きなミュージシャンはエレファントカシマシの宮本浩次、野球では桑田真澄のファン。ブログで、四歳年上の姉の影響で芝居を始めたことや岡本太郎を尊敬していると述べている。生まれも育ちも東京だが、両親と埼玉県狭山丘陵付近で畑を耕して野菜を育てている。開墾されていないところを耕すことを任されており、前述の『SP』出演時に手がアップになる場面では、かなり指先が荒れていた。ほぼ毎日更新されるブログには、赤裸々に自身のことが書き込まれており、読者に心配されるほど。実直な性格をそこからも垣間見られる。
自由自在に鼻水が出せるという特技がある。

## 出演

### 舞台
- 劇団モダンスイマーズ全公演（番外公演の『304』を除く）
- アテルイ（2002年、劇団☆新感線+松竹、作：中島かずき、演出：いのうえひでのり）
- オキュパイ（2003年、双数姉妹、作・演出：小池竹見）
- やや無情（2003年、双数姉妹、作・演出：小池竹見）
- 一天地六（2004年、椿組・花園神社野外公演、作・演出：水谷龍二）
- ハイポキ（2005年、劇団東京ヴォードヴィルショー若手公演、作・演出：蓬莱竜太）
- Fablica〔10.0.1〕「LIFE FILM」（2007年、作：高井浩子、演出：本広克行）
- デンキ島〜白い家編〜（2007年、劇団道学先生、作・演出：蓬莱竜太）
- 路地裏の優しい猫（2008年2月、STRAYDOG、作・演出：森岡利行）
- FABRICA[11.0.1]「LOST GARDEN」（2008年9月13日 - 23日/赤坂RED THEATER/演出：本広克行【映画監督】×脚本：高井浩子【東京タンバリン】）
- 赤い城 黒い砂（2009年、松竹、脚本：蓬莱竜太、演出：栗山民也）
- ひゃくねん 〜「夢十夜」断章〜（2009年、活劇集団 自由童子、原作：夏目漱石、脚本：近藤あき子、演出：桜田信介）
- 大洗にも星はふるなり（2009年、ブラボーカンパニー、作・演出：福田雄一）
- つづき（2010年、賛否両論、作・演出：石戸良）
- サイゴ（2010年、OI-SCALE、作・演出:林灰二）
- 霜月狂と私（2010年、賛否両論、作・演出：石戸良・古山憲太郎）
- Michell〜いるといないは天と地v（2010年、waku、作・演出：TARAKO）
- AVANCE SHINOBU's BRAIN in the soup weekly4 溺れる金魚（2010年、作・演出：坂上忍）
- SWEETS 「可哀相」にたかる蟻たちの話（2011年、ehon、作・演出：屑木英）
- AVANCE SHINOBU's BRAIN in the soup weekly2 或る、致し方ない罪に対する やるせない復讐のはじまり （2011年、作・演出：坂上忍）
- 11のささやかな嘘（2011年、ジェットラグプロデュース、作：ブラジリィー・アン・山田、演出：古川貴義）
- 説教強盗（2011年、劇団ダミアン、作：金杉忠男、演出：奥田賢太）
- オムニバス of OiOi vol3「塔」ElevatorHall（2011年、Oi-SCALE企画公演、作：長堀博士、演出：古山憲太郎）
- オムニバス of OiOi vol3「プロレタリア」in Elevator（2011年、Oi-SCALE企画公演、作:林灰二）
- セコ（2012年、演劇ユニット・リッチ、作・演出:久保裕章、映像出演・絵画製作：古山憲太郎） - 画家 瀬古 役
- SHINOBU's BRAIN IN THE SOUP BATTL weekly 2「静かな午前 狂った午後」（2012年、作・演出：坂上忍）
- SHINOBU's BRAIN IN THE SOUP BOMB「DRUG STORE」（2013年、作・演出：坂上忍）
- 君と世界と僕（2013年、Oi-SCALE企画公演、作・演出：林灰二）
- ストレンジ・フルーツ（2013年、東京グローブ座、作：小栗剛 / 演出:谷賢一）
- シンフォニ坂の男（2013年、劇団道学先生、ザ・スズナリ、作：古山憲太郎）
- オムニバス of Oi Oi vol4（2014年、Oi-SCALE、サイスタジオコモネAスタジオ、Aプログラム「息子」：共同作・演出：古山憲太郎、守富龍人）
- 或る、致し方ない罪に対する　やるせない復讐のはじまり（2015年、アヴァンセ プロデュース、シアタートラム、作・演出：坂上忍）
- 七日目にボクはキミと（2018年、劇団アカルテル、新宿シアターモリエール、作・演出：松浦徹）
- 後家安とその妹（2019年、明後日、紀伊國屋ホール、作・演出：豊原功補）
- 掬う（2019年、ロ字ック、シアタートラム、穂の国とよはし芸術劇場PLAT アートスペース、HEP HALL、作・演出：山田佳奈）
- THE LAST DAY & THE NEXT DAY（2019年、Oi-SCALE、駅前劇場、作・演出：林灰二）
- イノレバカ（2023年、ゴツプロ！、本多劇場、作・演出：田村孝裕）
- choi wag.第一弾 リーディング劇『ファミリアー』（2023年、新宿眼科画廊、演出：wag./ 脚本・演出協力：瀬戸山美咲）原案：服部たかやす「ただのいぬ。」
- 舞台『THE MOUSETRAP』（2025年〈予定〉、博品館劇場、作：アガサ・クリスティ、演出：野坂実）[2]

### テレビドラマ
- 演技者。 第7弾：寿司と祭壇（2003年1月、フジテレビ） - 岩崎 役
- 逃亡者 木島丈一郎（2005年、フジテレビ） - 上戸伸也 役
- 緋の十字架（2005年、東海テレビ）
- スカイガール（2006年、スカイパーフェクTV!） - 速水俊介 役
- 劇団演技者。 第18作：さよなら西湖クン（2006年5月・6月、フジテレビ） - 遠山マサル 役
- 人生はフルコース（2006年、NHK土曜ドラマ） - 山下 役
- Xenos 見知らぬ人（2007年、テレビ東京） - 佐野夫妻の夫 役
- 悪魔が来りて笛を吹く（2007年、フジテレビ金曜プレステージ）
- きらきら研修医（2007年、TBS）
- ひまわり〜夏目雅子27年の生涯と母の愛〜（2007年、TBS）
- SP 警視庁警備部警護課第四係 Episode IV（2008年1月、フジテレビ） - 謎の男（木内） 役
- ロス:タイム:ライフ 第7話「極道の妻」編（2008年3月15日、フジテレビ） - 黒崎 役
- モンスターペアレント V（2008年7月29日、関西テレビ） - 加川信二（教師） 役
- 33分探偵 第7話（2009年、フジテレビ）
- ミュードラ 〜Time goes by〜 德永英明（2009年、WEBドラマ）
- KOI☆AGE 〜恋するアゲハ〜（2009年、携帯配信ドラマ）
- 外交官 黒田康作 第三話〜第五話「アリトリア王国の王女」編 （2011年1月27日、2月3日、2月10日、フジテレビ）
- 捜査検事・近松茂道11（2012年2月15日、テレビ東京水曜ミステリー9） - 吉崎徹 役
- 灰色の虹（2012年5月19日、テレビ朝日、ドラマスペシャル） - 川北昇平 役
- 相棒 season11 第5話（2012年11月7日、テレビ朝日） - 矢島康彦 役
- 終電バイバイ 第6話（2013年2月18日、TBS） - 吉田 役
- 牙狼-GARO- 〜闇を照らす者〜 第8・9話（2013年5月24日、31日、テレビ東京） - 風見泰人 役
- 聖母・聖美物語（2014年3月31日 - 6月27日、東海テレビ） - 諏訪公一 役
- OV監督（2014年、フジテレビ、坂上忍監督ショートドラマ作品）
- 月曜ゴールデン「警視庁機動捜査隊216IV 〜孤独の叫び〜」（2014年、TBS）
- タイムスパイラル 第1話 - 第3話（2014年、NHK BSプレミアム）
- 素敵な選TAXI 第1話（2014年、関西テレビ制作・CX、脚本:バカリズム）
- オモクリ監督 〜O-Creator's TV show〜（2014年、フジテレビ、坂上忍監督ショートドラマ作品）
- 神谷玄次郎捕物控2 第5話（2015年5月1日、NHK BSプレミアム） - 忠吉 役
- THE GOOD WIFE / グッドワイフ（2019年1月13日 - 、TBS） - 相原友祐 役
- アオイウソ〜告白の放課後〜（2021年1月5日 - 3月30日、TOKYO MX） - 楠島実 役
- TOKYO VICE 第6話・第7話（2022年4月 - 、HBO Max・WOWOW） - マキタツトム 役
- 『I am…』23歳たち「打ち明けられない私の恋人」（2024年1月26日配信、FOD、フジテレビ） - 服部圭一 役[3][4][5]

### バラエティ
- 櫻井有吉アブナイ夜会（2014年、TBS、「坂上忍の夜会」コーナー）
- 坂上どうぶつ王国（「さかがみ家」スタッフとして、2021年-）

### 映画
- ユニットバスシンドローム（2004年、脚本・監督：山口智、主演：山中崇） - シノハラ弟 役
- 交渉人 真下正義（2005年、東宝配給） - 上戸伸也 役
- Sweet Rain 死神の精度（2008年、脚本・監督：筧昌也、主演：金城武）
- SP THE MOTION PICTURE「野望篇」（2010年10月30日公開、監督：波多野貴文） - 木内教永 役
- 消えた灯（2011年、監督：世志男） - 主演 宮下浩介 役
- SP THE MOTION PICTURE「革命篇」（2011年、東宝、監督：波多野貴文） - 木内教永 役
- 時計のない教室（2013年、監督:酒井啓行）
- さよならとマシュマロを（2013年、監督:井川啓央（カフエ マメヒコ）） - 万四郎 役
- ENSEMBLE（2013年、監督：TOOWA II、ショートムービー）
- キキチガイ（2013年、原作：林灰二、監督：松田大佑）
- パズル（2014年、監督：内藤瑛亮）
- Water Pillow みずまくらのくも（2014年、監督：石川竜之介）
- あらうんど四万十 ―カールニカーラン―（2015年、監督：松田大佑）
- 月光 (2016年の映画) （監督：小澤雅人）
- 劇場版 コード・ブルー -ドクターヘリ緊急救命- （2018年、監督：西浦正記）
- まだ見ぬあなたに（2019年、監督：小澤雅人）
- アマノジャク・思春期（2019年、監督：岡倉光輝）
- 一瞬の楽園（2022年、監督：小澤雅人）
- ほどけそうな、息（2022年、監督：小澤雅人）
- ザ・ミソジニー（2022年、高橋洋 (映画監督)）
- 終末の探偵（2022年、監督：井川広太郎）
- 42-50 火光（かぎろい）（2022年、監督：深川栄洋）
- EROSION（2022年、監督：TOOWA2）
- ゴジラ-1.0（2023年、東宝、監督：山崎貴）
- 怪物の木こり（2023年、東宝、監督：三池崇史）

### CM
- ビオレU ボディケアフォーム「お風呂でカメラ編」（2005年、声の出演）
- 龍角散龍角散ダイレクト「大頭篇」（2010年）
- ハウス食品 メガシャキ 「乃木坂46レコーディング篇」（2012年11月）

### 広告
- 日本コカ・コーラ ジョージア（2022年）[6]